# Groenewoud (Eindhoven)
Groenewoud ofwel Woensel-West is een buurt in het westelijke deel van Woensel-Zuid in Eindhoven, in de Nederlandse provincie Noord-Brabant. Op 1 januari 2023 telde de buurt 5.170 inwoners, verdeeld over 2.429 woningen, met een gemiddelde WOZ-waarde van € 308.000, op een oppervlakte van 0,7 km². 
De buurt ligt in de wijk Erp die uit zes buurten bestaat:
- Groenewoud (Woensel-West)
- Kronehoef
- Mensfort
- Rapenland
- Vredeoord
- Barrier

De naam Woensel-West wordt officieel niet als buurt aangemerkt omdat deze naam in 1986 –voor wie bekend was met de stad– een pejoratieve betekenis had en omdat zij die niet bekend met de stad waren het zouden kunnen verwarren met een veel groter gebied, het hele westen van Woensel. De buurt is derhalve Groenewoud genoemd, een naam die is afgeleid van een café en een speeltuin aan de Groenewoudseweg. Hoewel dit de officiële naam is, is 'Woensel-West' nog altijd een veelgebruikte benaming voor de buurt. Deze laatste naam staat het zelfs op deze manier op de lijst van 40 probleemwijken van minister Vogelaar, waar ook de Eindhovense wijken Doornakkers en de Bennekel op te vinden zijn.
De wijk kenmerkt zich als echte volksbuurt en heeft veel kleine huizen, de huurwoningen, en een redelijk aantal grote huizen, de koopwoningen. Centraal in de wijk ligt de Edisonstraat. Tevens bevindt zich in Woensel-West de officiële plek voor raamprostitutie, aan het Baekelandplein. Bijna de helft van de bewoners in de wijk heeft een migratie-achtergrond.
Woensel-West was een van de zes Nederlandse buurten die werden geportretteerd in het SBS6-programma Probleemwijken.
Vooral vanaf 2011 werd een programma gestart waarin de bijdrage van de bewoners aan de buurt werd gestimuleerd, en waarbij ook de buurt werd opgeknapt. Zo ontstonden veel initiatieven en werd de buurt weer levendig.

## Foto's

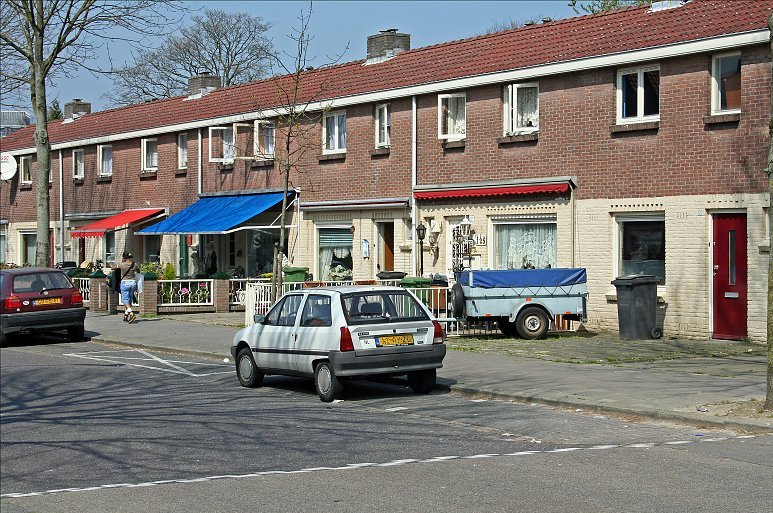
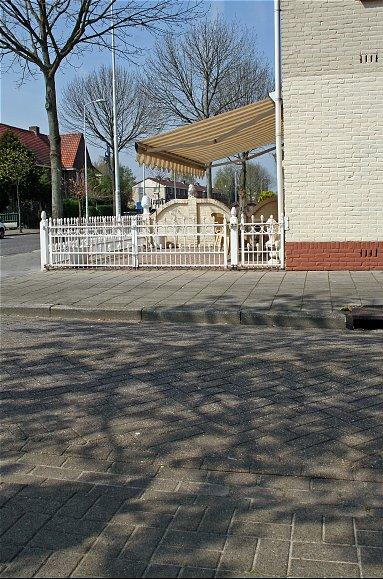
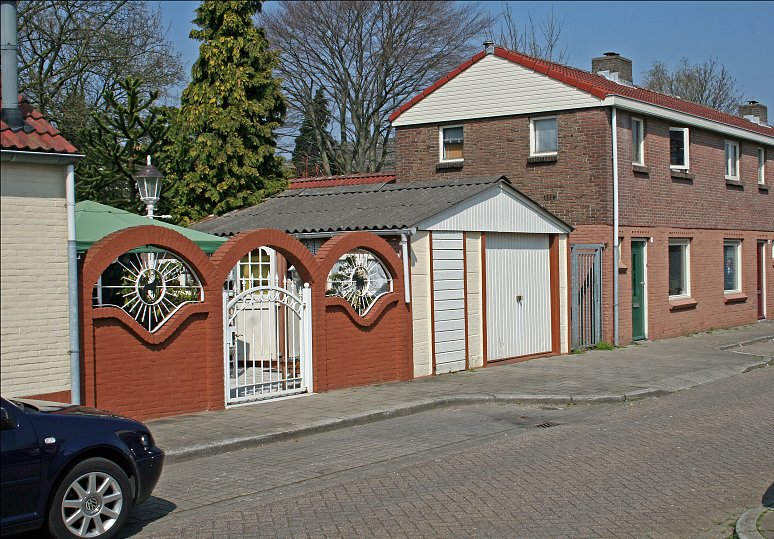
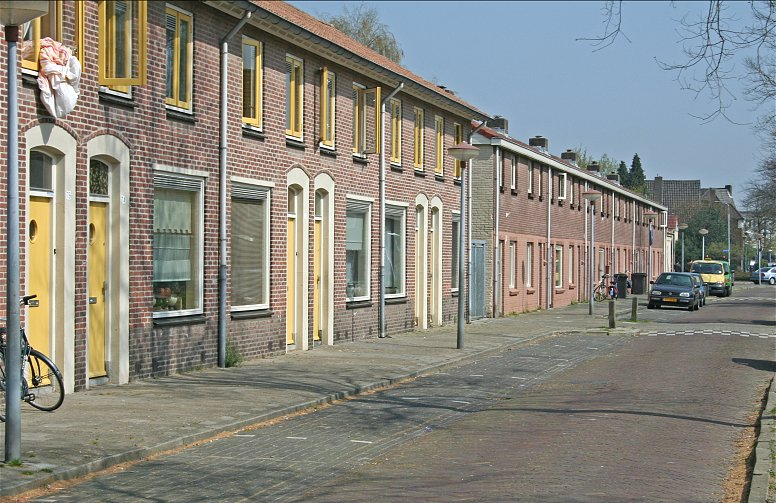
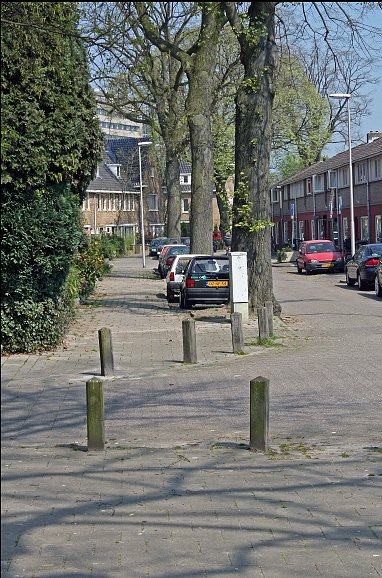
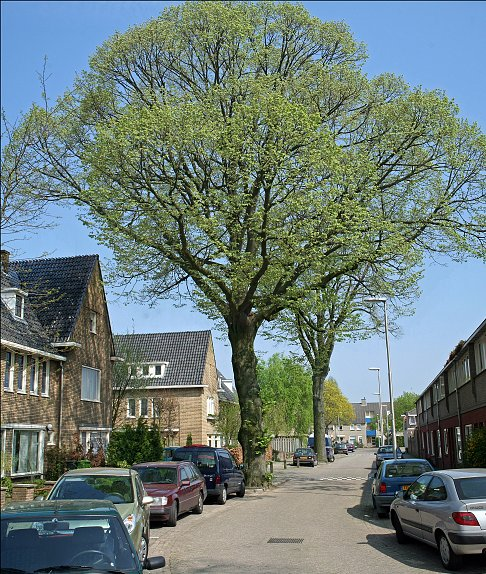
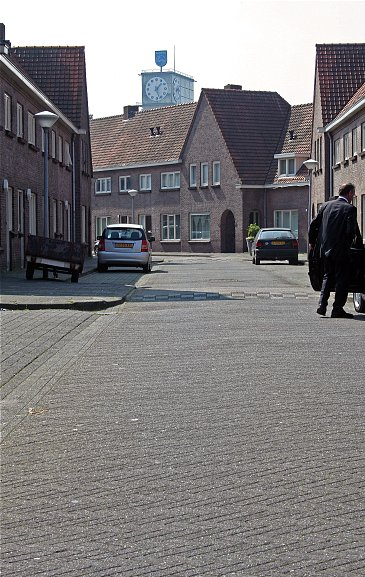
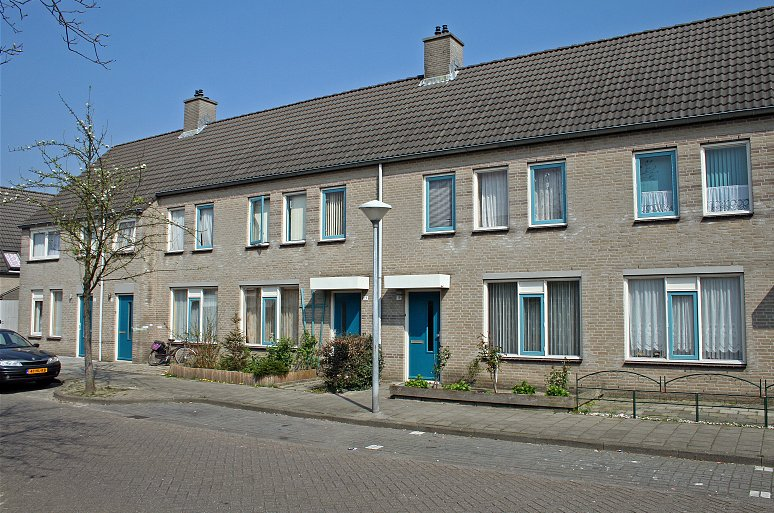
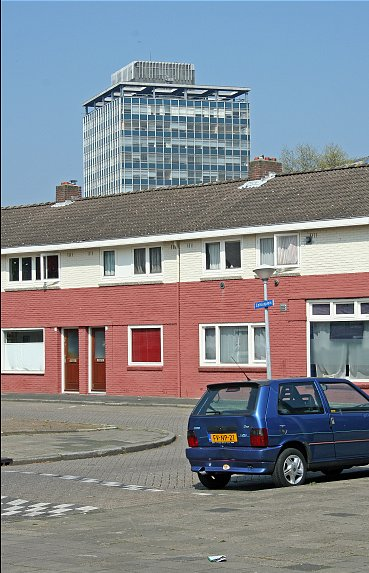
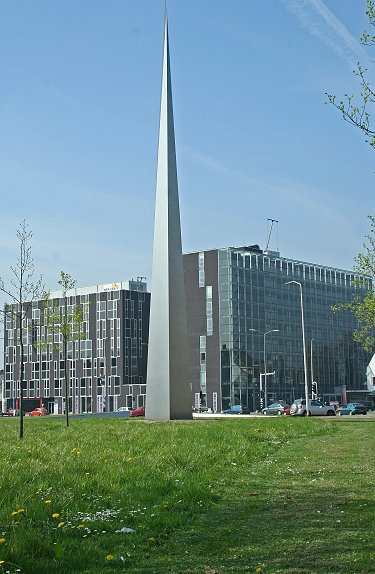
nieuwbouw aan de rand van de buurt, kruising met De Ring en de Boschdijk